# كيث بريتشيت
كيث بريتشيت (بالإنجليزية: Keith Pritchett)‏ هو لاعب كرة قدم ومدرب كرة قدم نيوزيلندي في مركز الدفاع، ولد في 8 نوفمبر 1953 في غلاسكو في المملكة المتحدة. لعب مع كوينز بارك رينجرز ونادي برينتفورد ونادي بلاكبول ونادي دونكاستر روفرز ونادي واتفورد ووولفرهامبتون واندررز.